# 敬礼

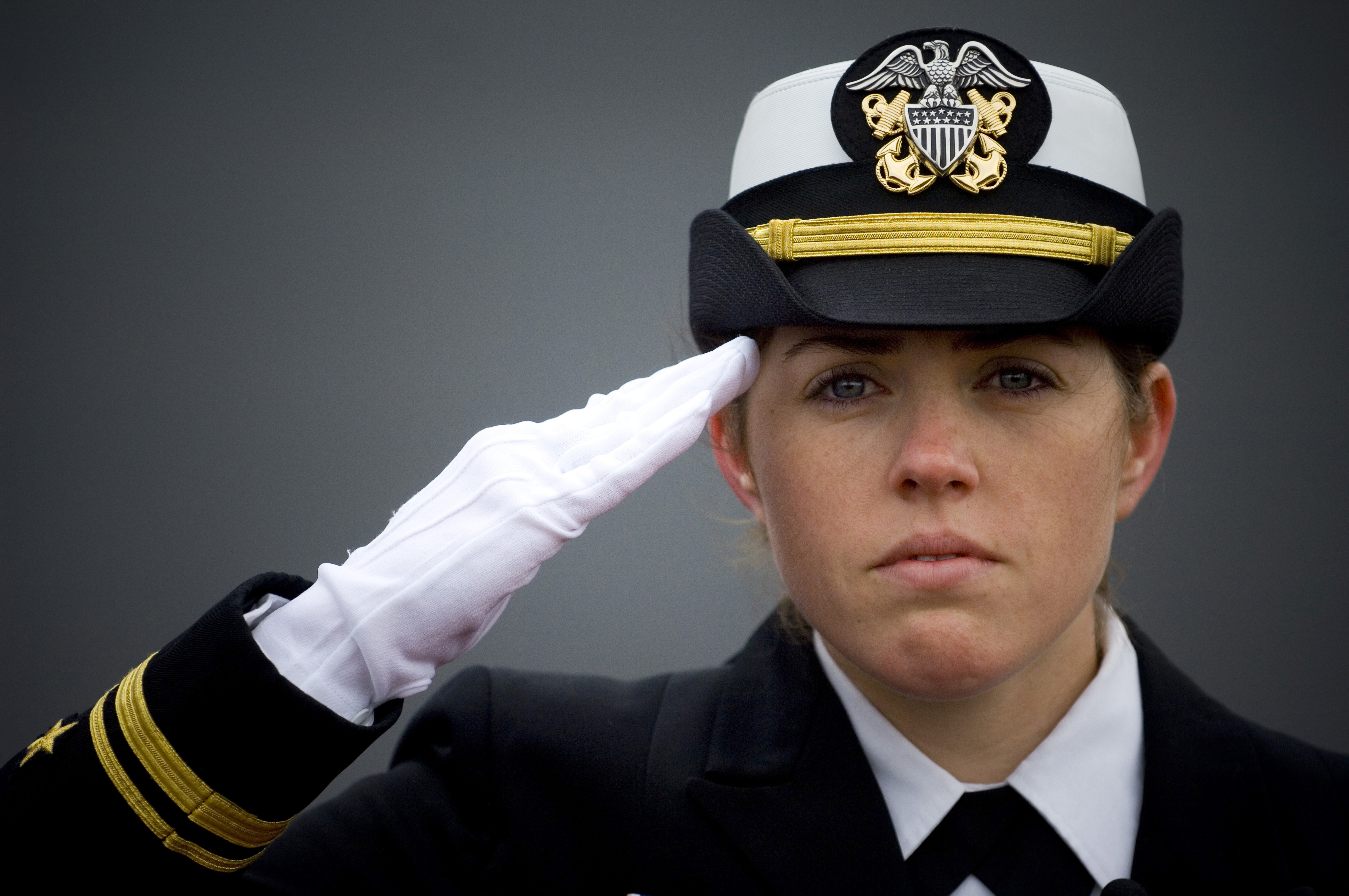
敬礼

敬礼是軍事及紀律部隊的一種禮儀，通过某种特定的姿势或行动向对方表示致敬的身体动作或类似行为。

## 敬礼的方式

### 举手礼
举手礼的起源已经不可考证，通常有两种说法，一是古罗马军团士兵（或欧洲中世纪参加比武的骑士和武士）举手作遮挡阳光状，以表示对上级（或观看比武的贵妇）的尊敬；一是与握手的用意相同，向对方显示自己手中没有武器。不過，比較正確且有根據的說法是：中古時期的歐洲，當騎士在路上交會時，會以右手掀起頭盔，讓對方看清楚自己，以表示尊敬，而這個動作進而演變為後來的舉手禮。美國軍需博物館網站則認為：起源於古代的脫帽禮，隨著18、19世紀帽子及帽飾的繁瑣化，遲至美國獨立戰爭，英國士兵即以碰觸帽檐代替，掌心向下似乎也與英國海軍有關。
国际上常见的举手礼方式是右手五指并拢、手掌伸平，举至右眉眉梢或右太阳穴附近位置，然后放下。世界各國如美國、中国和俄罗斯等国军队中，行举手礼时手掌的方向通常为向下，英聯邦则多是手心向前。大多数国家规定，军人在戴军帽时才可行举手礼，但是美军（美國海軍、美國海軍陸戰隊、美國海岸警衛隊除外）、中国人民解放军、中華民國國軍等军队规定在穿军服、不戴军帽的场合也可以行举手礼。波兰军的敬礼方式为右手食指和中指并拢、其他三指握拳。在法西斯时代的意大利、西班牙和德国，举手礼为右臂平举，略微上抬，手掌平伸，手心向下，这种敬礼方式被认为是源于古罗马的举手礼。

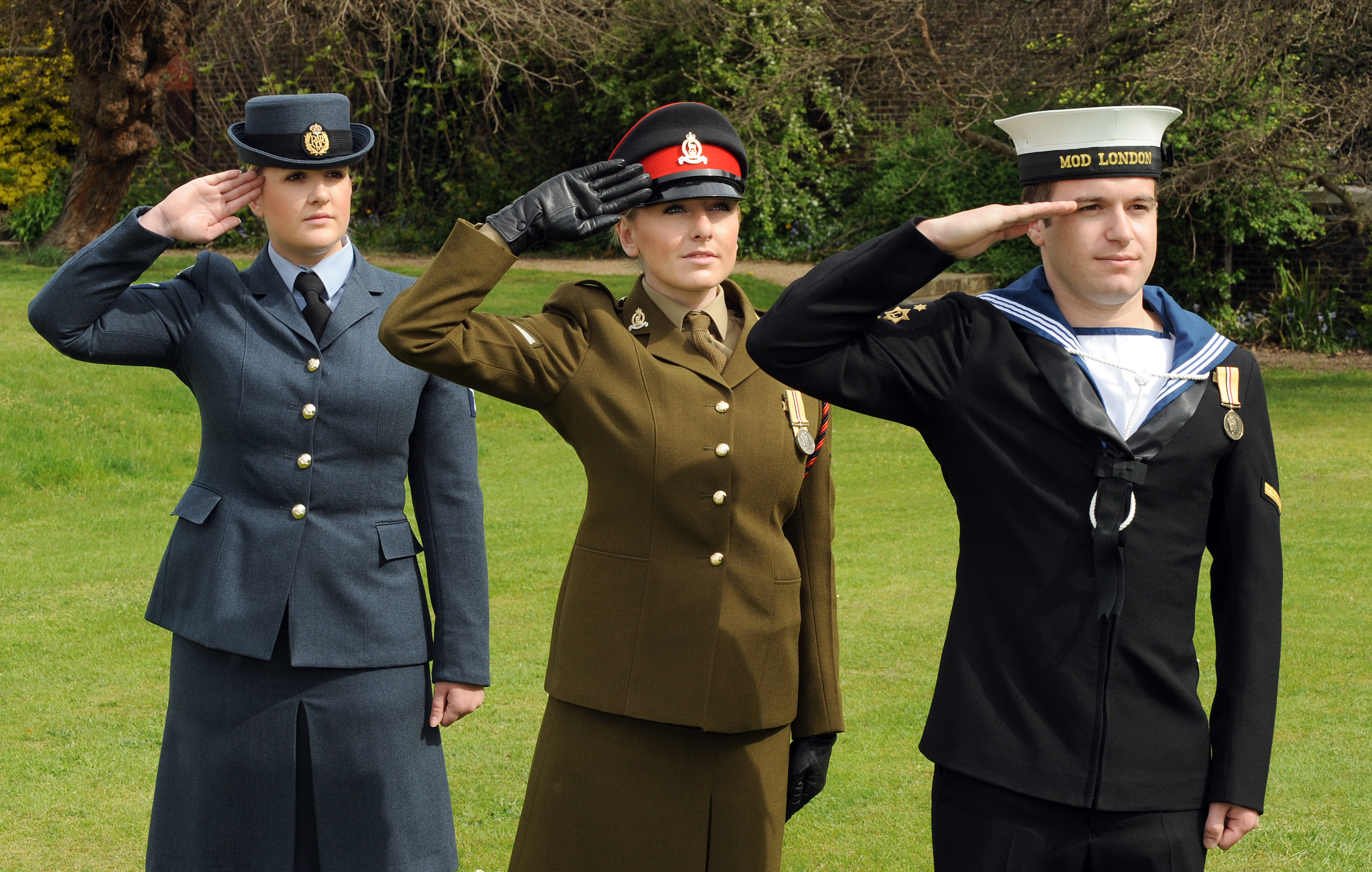
英軍海陸空三軍不同的举手礼形式
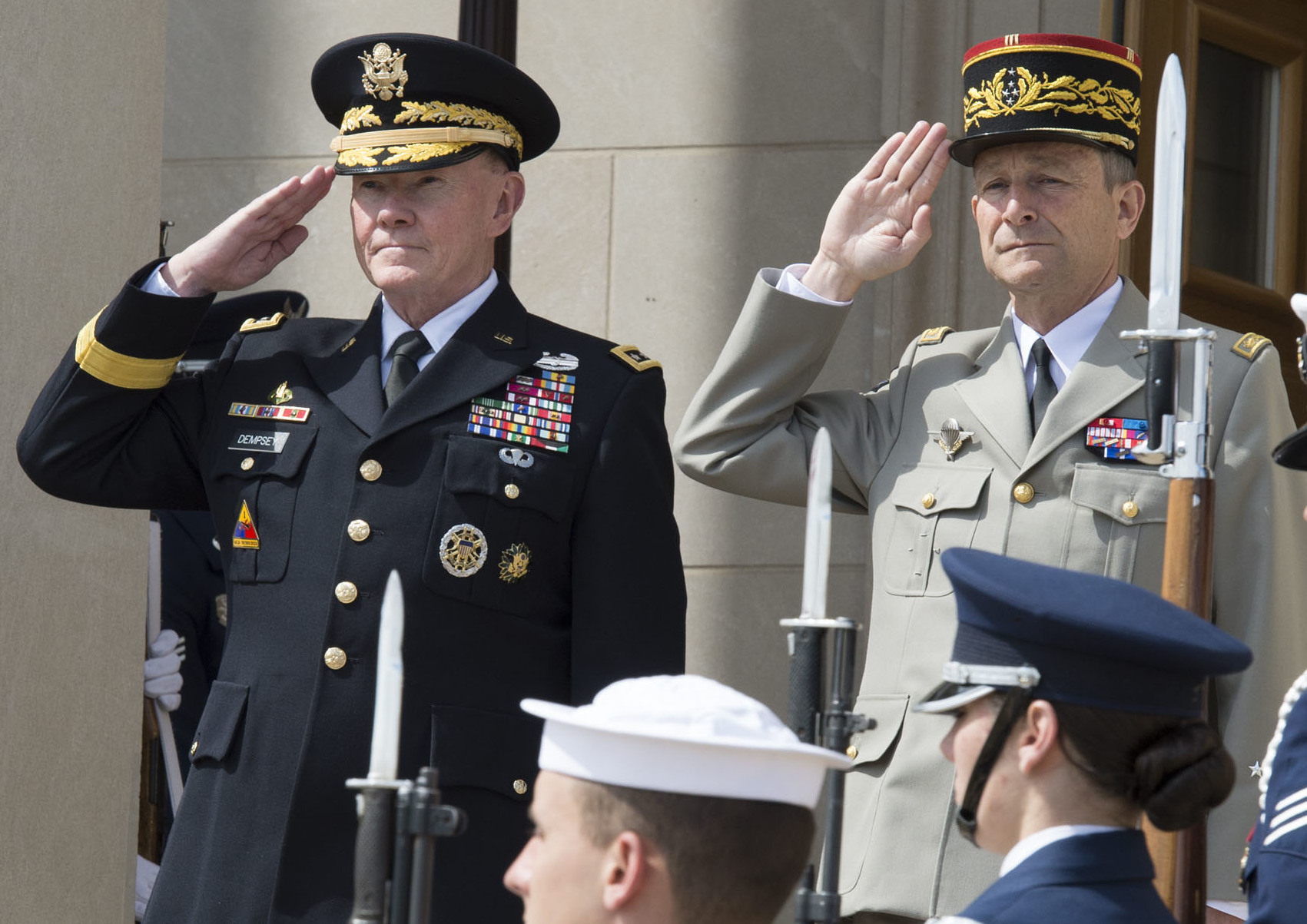
美軍參謀長聯席會議主席馬丁·鄧普西將軍（左）和法軍參謀長（法语：Chef d'État-Major des armées (France)）皮埃爾·德·維利耶（英语：Pierre de Villiers）將軍（右）敬禮
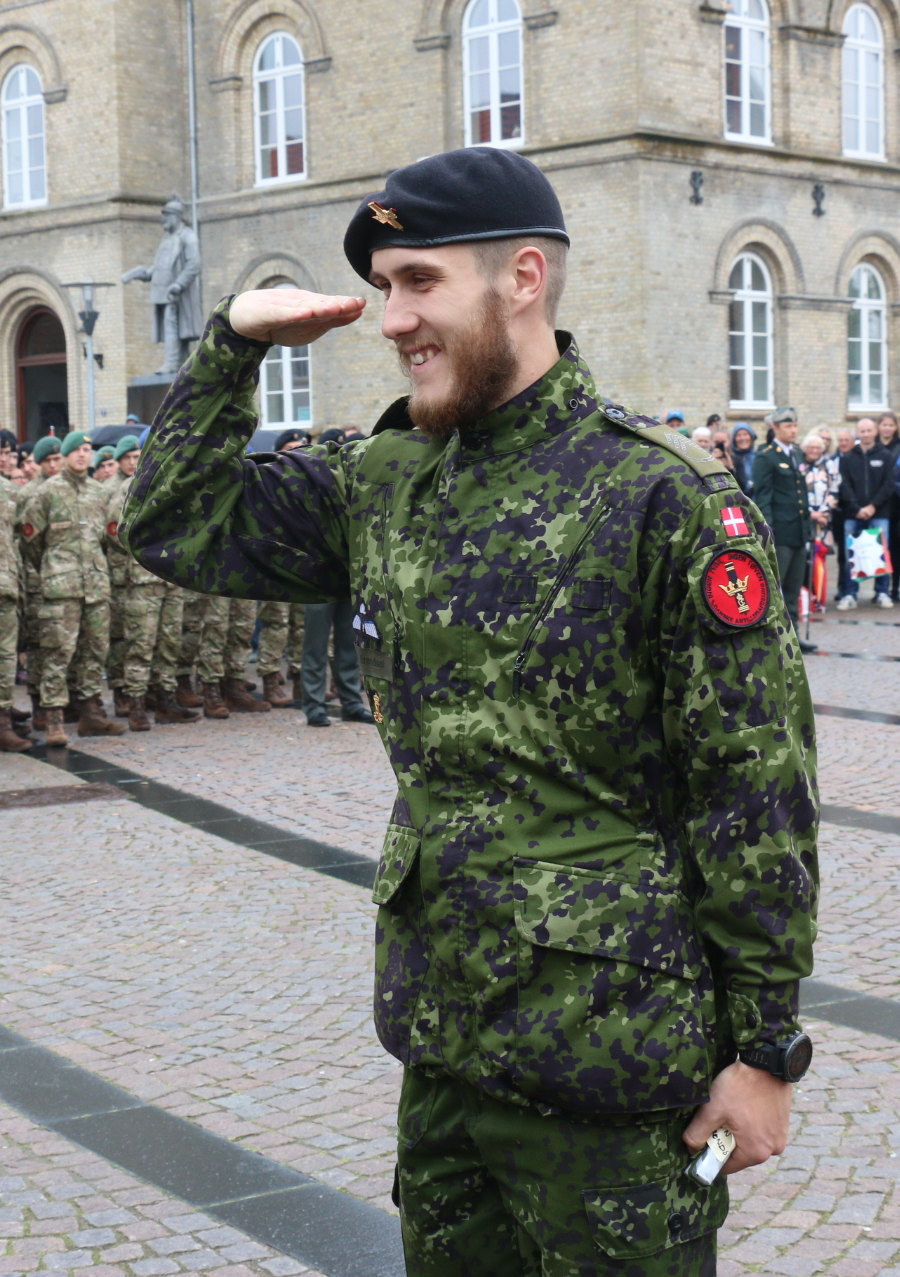
丹麥國防軍敬禮
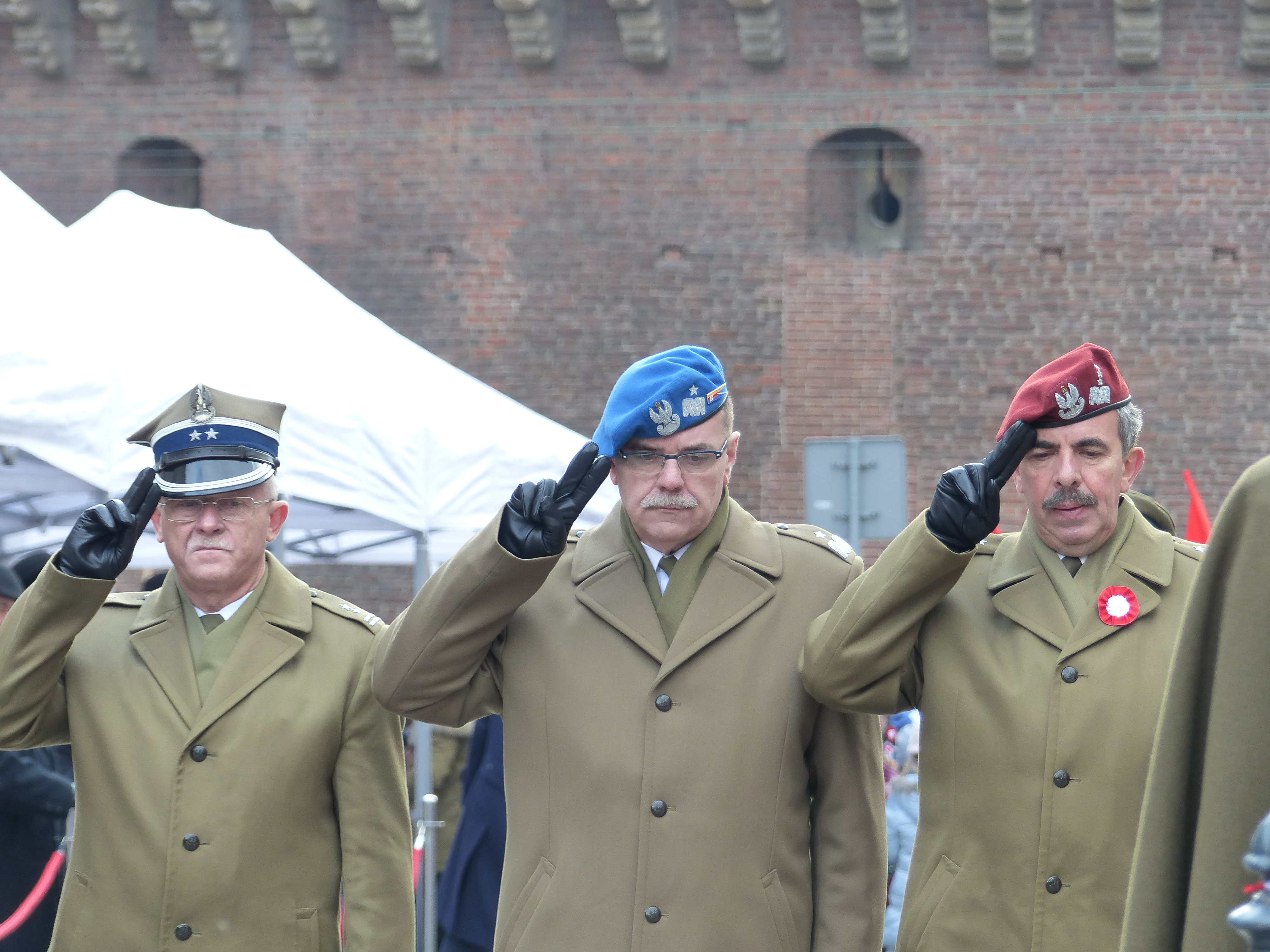
波蘭共和國軍敬禮，敬禮使用兩根手指

### 舉槍禮

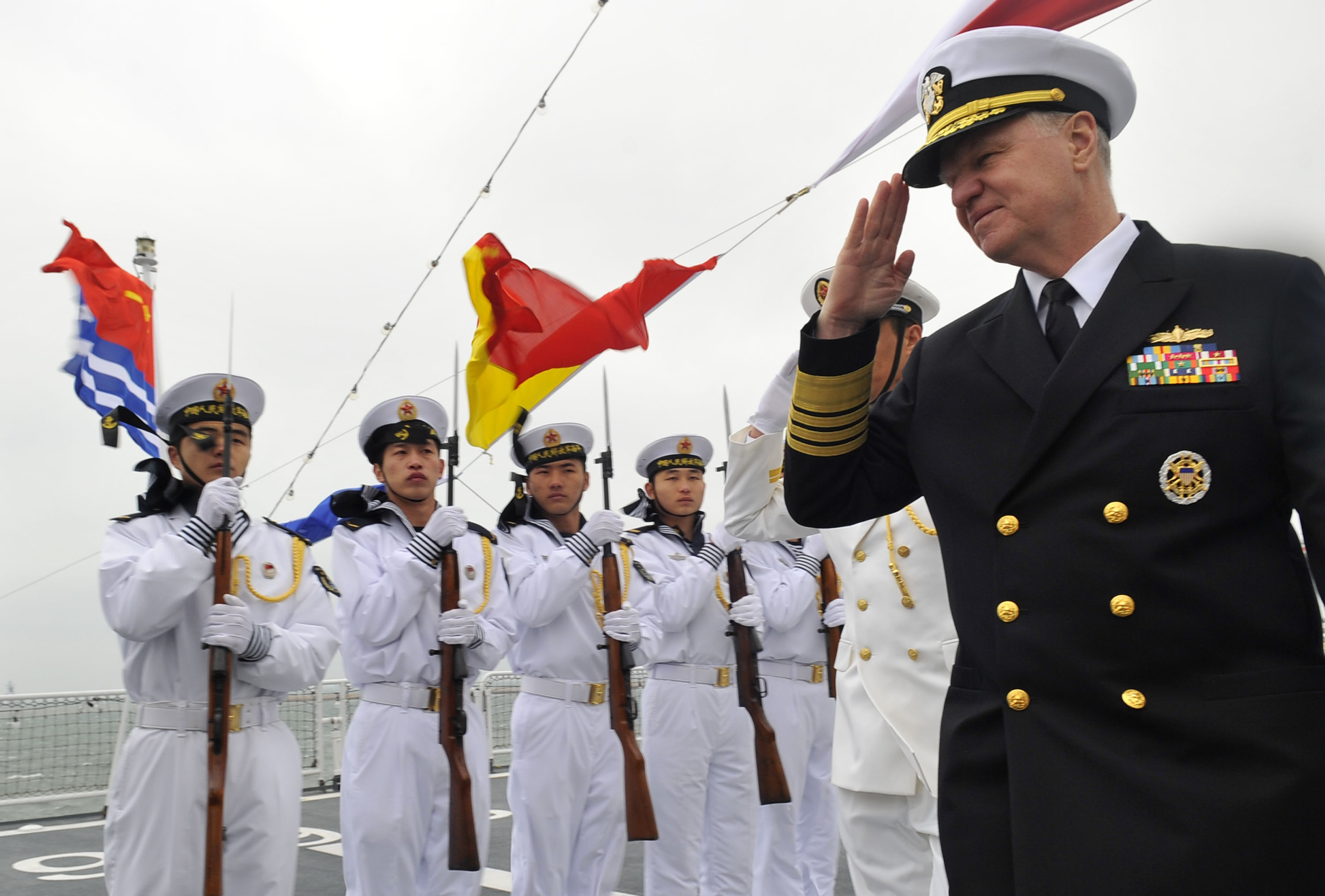
舉槍禮

行舉槍敬禮時取持槍立正姿勢，以右手將槍舉至身體中央前方，槍面向後，左手緊握槍支中央，前臂水平，緊靠身體，然後右手移握槍頸，兩眼向前平視，並向受禮者注目。矣受禮者答禮後「禮畢」。依舉槍相反程序，將槍放下，恢復持槍姿勢。

### 注目礼

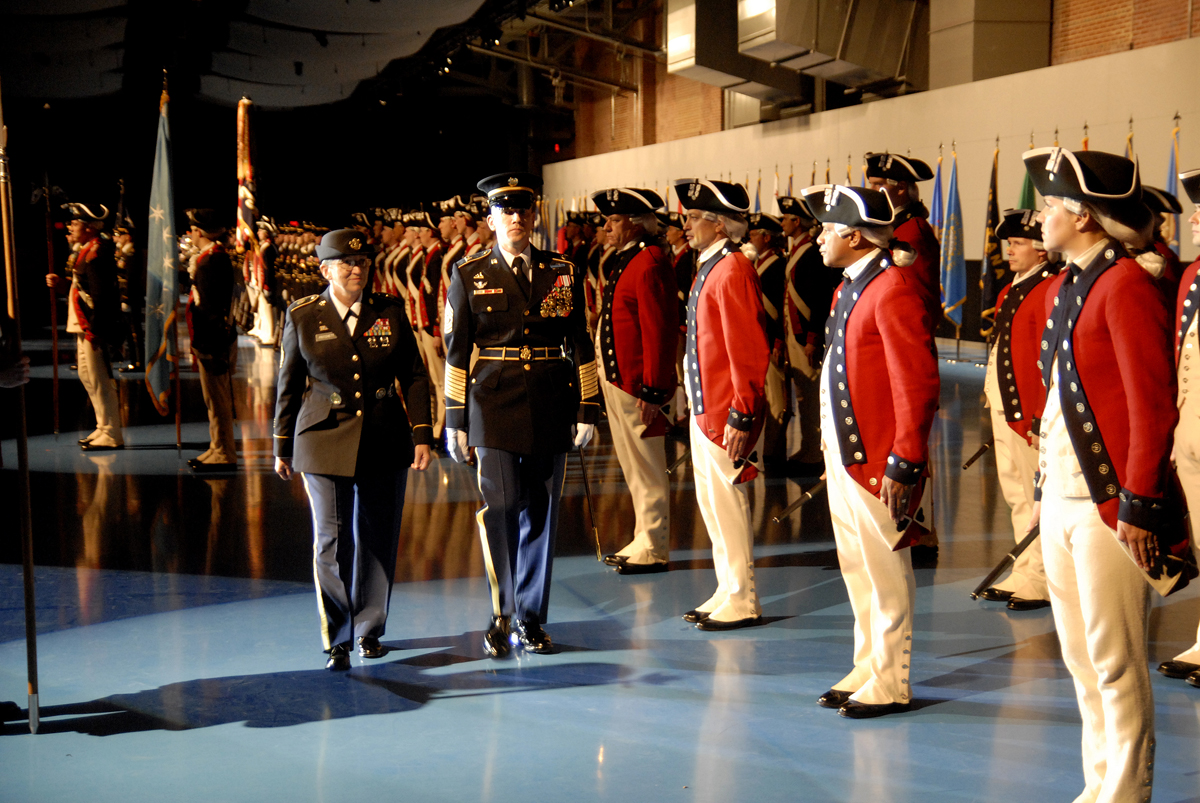
注目礼

俄罗斯、中国、美国等国的军事条令中，规定注目礼为军事礼节的一种。注目礼主要用于检阅或仪仗中不便行举手礼或举枪礼的士兵。行注目礼时，敬礼者呈立正姿势，注视受礼者，并目迎目送（通常转动头部的角度不超过左右各45度）。俄罗斯军队中，敬礼者还要将头部抬起约30度左右。

### 礼炮

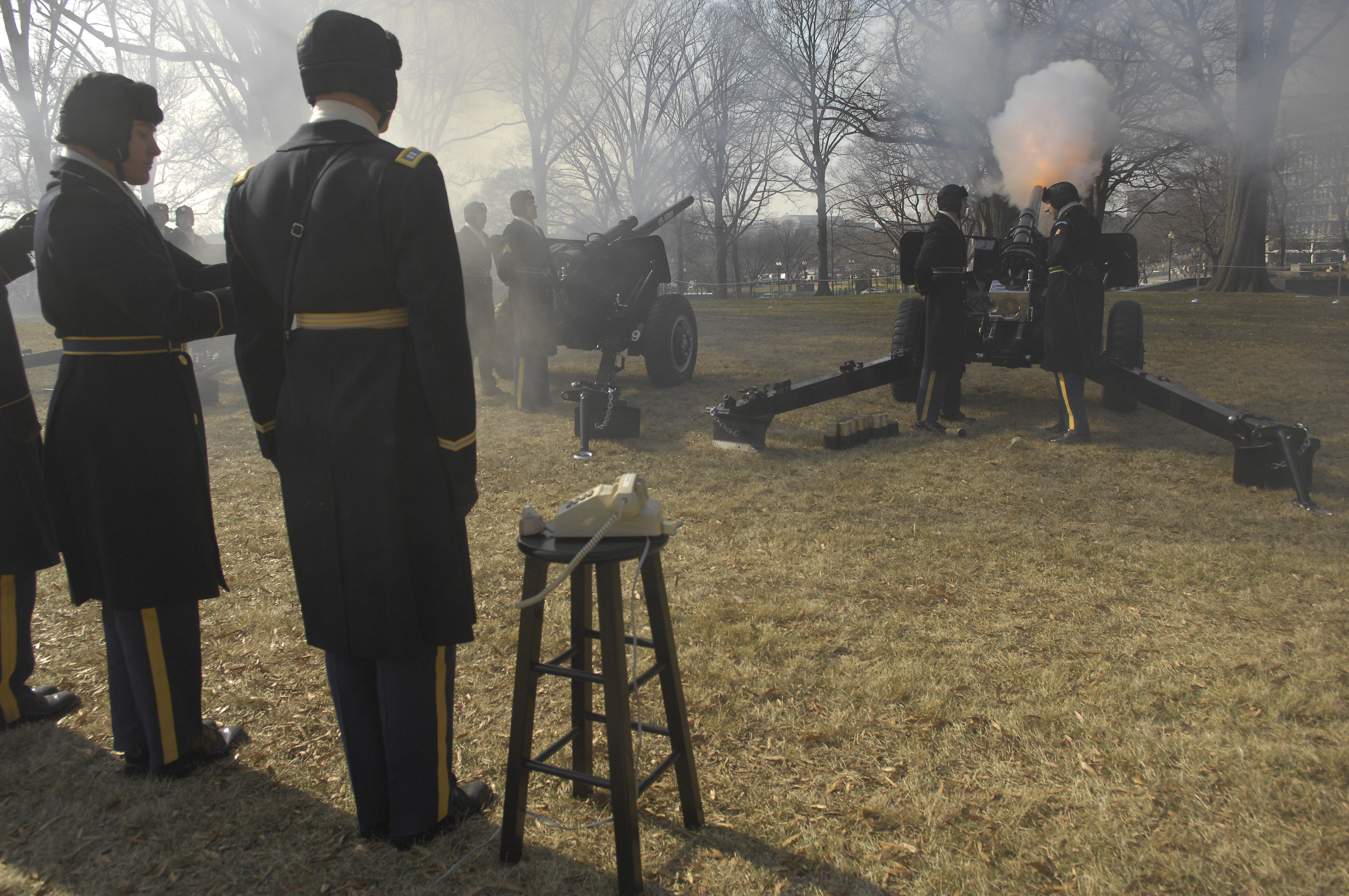
美國國會大廈旁塔夫脫公園在2009年1月20使用M101榴彈炮發射21發禮炮慶祝奧巴馬的就職典禮。

鸣放礼炮表示敬礼的习惯来自17世纪的英国皇家海军。由于当时火炮装填速度很慢，因此一艘军舰在鸣放火炮之后很长时间才能重新恢复战斗力，所以用鸣放礼炮的方式向对方表示己方没有敌意。当时鸣放礼炮所用的燃药——硝酸钠在陆地上更容易保存，因此军舰每鸣放一响，陆上炮台要鸣放三响作为回礼，而一艘军舰最多鸣放7次礼炮，因此陆上最多回敬21响礼炮。后来使用硝酸钾代替硝酸钠后，军舰也以鸣炮21响为最高礼节。
这一敬礼方式后来演变为陆上礼节。目前礼炮多用在外交场合中，迎送国家元首时鸣放21响礼炮，副元首、政府首脑鸣放19响，副首脑鸣放17响。第一次世界大战以前，君主获得子嗣时也要鸣礼炮表示庆祝，通常是王子鸣101响礼炮，王女鸣21响。俄罗斯帝国例外，皇子（大公）鸣放300响礼炮，皇女（女大公）鸣放101响。
此外，许多国家在君主加冕、总统宣誓就职、元首诞辰和去世、或举行盛大国事庆祝活动时，也有鸣放礼炮的习惯，比如美国总统就职和去世时各鸣礼炮21响，英国国王官方诞辰时在伦敦的伦敦塔内鸣礼炮62响（21响向君主致意、21响向伦敦市致意、另外20响是因为该塔属于王宫和军事堡垒），其他地方鸣炮41响。

### 海军礼炮

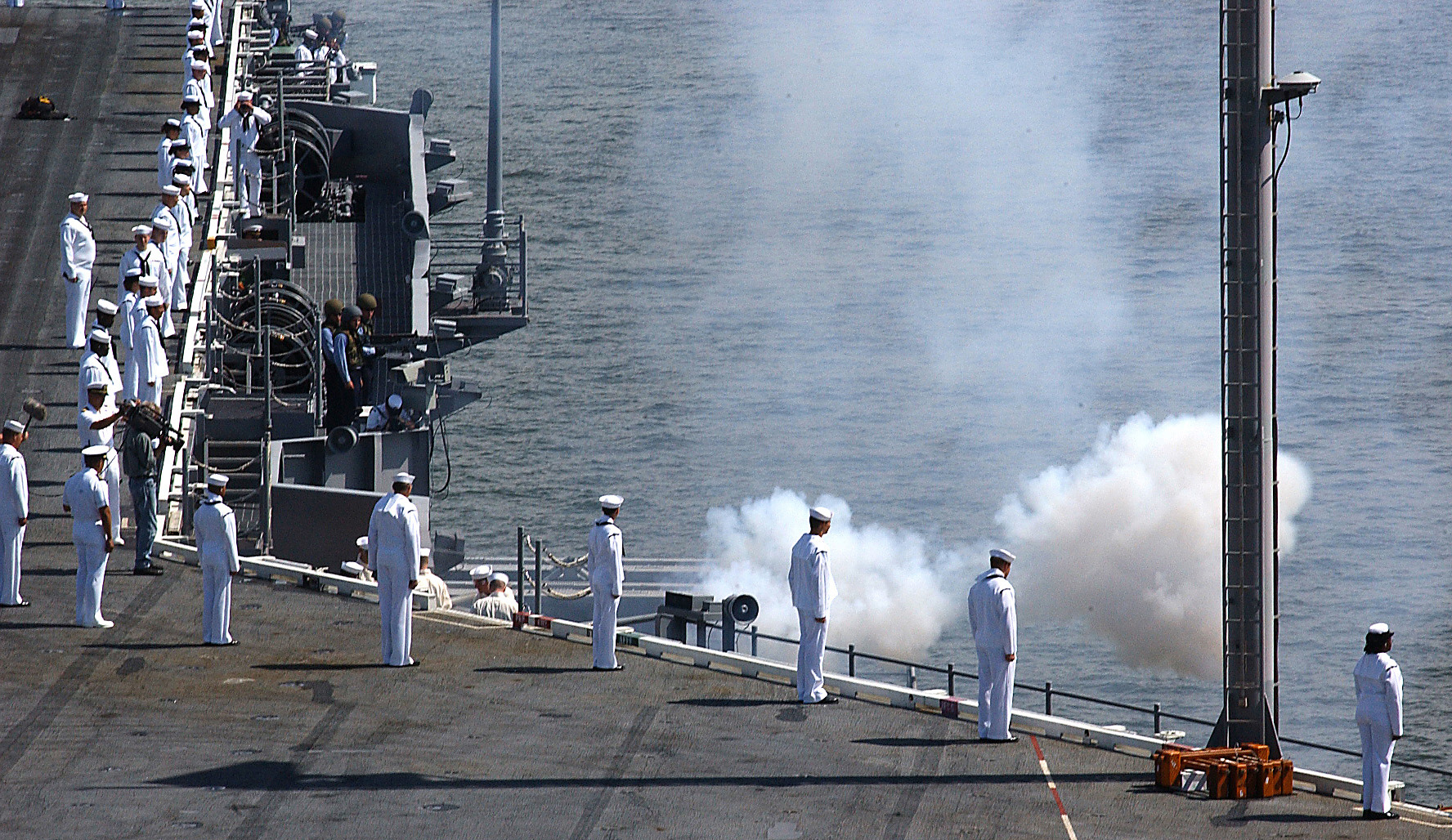
海军礼炮及全艦飾

在海军交往场合中，国家元首和政府首脑享受21响礼炮，海军元帅享受19响礼炮礼遇，海军上将或同级官员享受17响礼炮，海军中将15响，海军少将13响，海军准将11响。
20世纪以前，英国军舰在与他国军舰相遇、或进入他国港口时，通常要求对方先鸣放礼炮。现在通用的海上礼仪为视双方舰队（或军舰）指挥官级别高低而决定鸣炮次序，此外军舰在进入外国港口时要首先鸣炮致敬。

### 全艦飾
海軍船艦向長官、國家或港口致敬的一種方式。

### 納粹禮
原為納粹德國的敬禮手勢，現已禁止使用。在德國、捷克、斯洛伐克和奧地利，行該禮均違反刑法。

## 其他敬礼方式

### 扶手礼
扶手礼，就是把右手放在左胸的一种敬礼方式，是一种非军人检阅仪队时的礼节。

### 三指禮

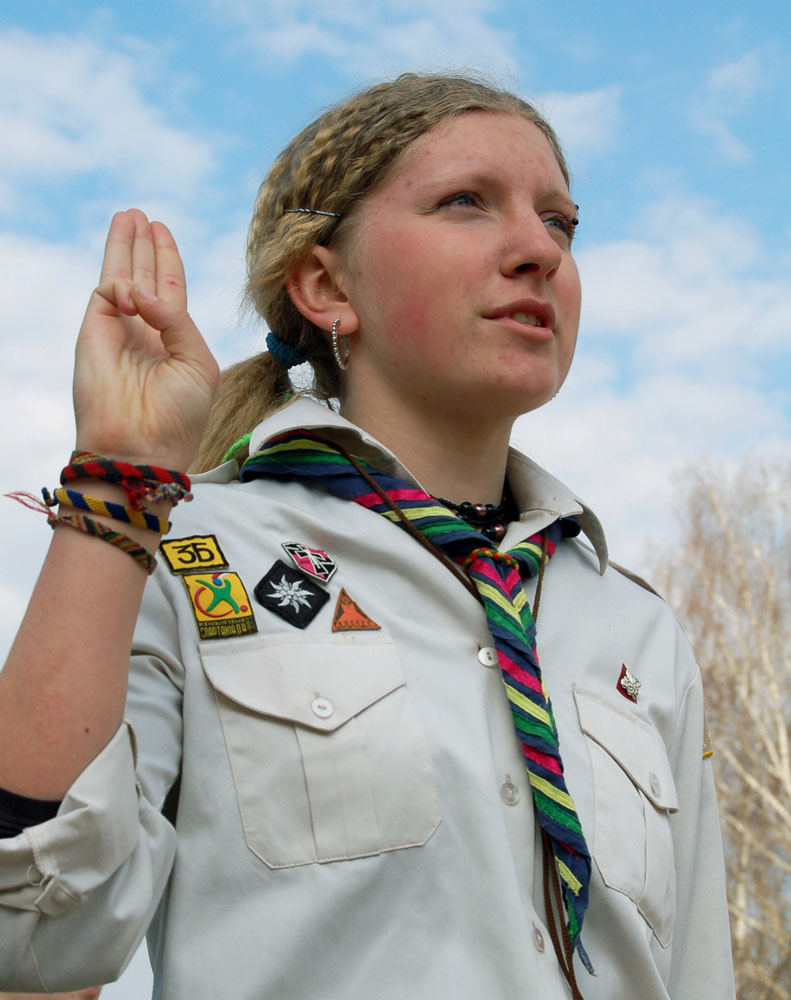
三指禮

童軍禮又稱為三指禮，是童軍間互相問好或致敬的方式。敬禮時必須立正。右手的食指、中指和無名指併攏伸直；大拇指與小指握拳。右手手臂應與地面平行，食指指尖貼於眉梢，手心向下微微外翻。伸直的三指象徵著童軍的三條諾言；大拇指壓住小指則代表以大助小，以強扶弱的精神。

### 握拳礼
敬礼者右臂平举，小臂垂直，右手握拳，然后放下。这种敬礼在魏玛共和国时期的德国、以及西班牙内战的共产党员和左翼分子中比较常见。在德国，敬礼者通常还要向对方说“Rotfront”（红色阵线）。美国黑人民权运动中，一些黑人组织也采用握拳礼作为敬礼方式。